# Geoffrey Kirwa
Geoffrey Kipkemoi Kirwa (* 3. Juli 2001) ist ein kenianischer Leichtathlet, der sich auf den Hindernislauf spezialisiert hat.

## Sportliche Laufbahn
Erste Erfahrungen bei internationalen Meisterschaften sammelte Geoffrey Kirwa im Jahr 2022, als er bei den Afrikameisterschaften in Port Louis in 8:29,74 min auf Anhieb in die Bronzemedaille hinter den Äthiopiern Hailemariyam Amare und Tadese Takele gewann.

## Persönliche Bestzeiten
- 3000 m Hindernis: 8:23,79 min, 28. April 2022 in Nairobi